# فرودگاه صحرایی جاکور
فرودگاه صحرایی جاکور (به انگلیسی: Jakkur Airfield) یک فرودگاه همگانی با کد یاتا IN-0011 است که یک باند فرود آسفالت دارد و طول باند آن ۹۲۰ متر است. این فرودگاه در کشور هند قرار دارد و در ارتفاع ۹۲۳ متری از سطح دریا واقع شده‌است.